# Maskonur (zwyczajny)
Maskonur (zwyczajny) (Fratercula arctica) – gatunek średniej wielkości ptaka wodnego z rodziny alk (Alcidae). Zamieszkuje wyspy, wybrzeża i wody północnego i środkowego Atlantyku oraz przyległych rejonów Oceanu Arktycznego. Mimo licznej populacji uznawany jest za gatunek narażony na wyginięcie.

## Występowanie
Maskonur gniazduje na północnoatlantyckim wybrzeżu Ameryki Północnej (wschodnia Kanada i północno-wschodnie USA), Grenlandii, Islandii, na Wyspach Owczych, Svalbardzie, Nowej Ziemi, atlantyckim wybrzeżu Półwyspu Skandynawskiego, Wyspach Brytyjskich oraz na bretońskich wybrzeżach Francji. Część wędrownych populacji dolatuje na zimowiska nad zachodnią częścią Morza Śródziemnego. Poza okresem lęgowym spotkać go też można na otwartym morzu okolic północno-zachodniej Afryki aż po Wyspy Kanaryjskie.
Na polskim wybrzeżu pojawia się sporadycznie, w czasie zimowych wędrówek. Do tej pory stwierdzony 8 razy, po raz ostatni w kwietniu 2000 roku na Helu.

## Charakterystyka

### Cechy gatunku
Jego sympatyczny i zabawny wygląd zewnętrzny, o sylwetce z zaokrągloną dużą głową i krótkimi czerwonymi nogami, sprawił, że nazwa łacińska maskonura określa go jako „braciszka arktycznego”. Brak dymorfizmu płciowego. W szacie godowej wierzch małej głowy, kark, grzbiet, krótki ogon i skrzydła oraz obroża na szyi czarne. Boki głowy i gardło jasnoszare. Pióra na piersi i brzuchu białe. Wydzielina gruczołu ogonowego, którą maskonur rozciera po pierzu, stanowi warstwę wodoodporną. Wśród wszystkich ptaków morskich wyróżnia go niepowtarzalny, krótki, silny, garbaty dziób o wyraźnym bocznym spłaszczeniu i poprzecznych fałdach, ma szarą nasadę, z dalszą częścią opatrzoną w żółte i pomarańczowe pasy (karby). Specjalne wyżłobienia na dziobie, podobnie jak znajdująca się w szczęce dodatkowa kość, umożliwiają maskonurowi chwytanie w poprzek nawet 10 ryb jednocześnie. U nasady dzioba znajdują się żółte narośla. Niebieskie płytki rogowe nad i pod okiem. Za nimi ciągnie się czarna linia. Na głowie znajduje się kryza. Nogi pomarańczowe o palcach spiętych błoną pławną, czerwienieją w okresie lęgowym. Szata spoczynkowa podobna, lecz głowa i gardło ciemnieje (są bardziej szare), dziób staje się mniej kontrastowy i traci częściowo wielkość poprzez spłaszczenie boków, a nogi – żółte. U młodych maskonurów dziób jest mniej garbaty, węższy i o czerniawym kolorze, przez co upodabniają się do alczyków. Upierzenie dorosłych ptaków przypomina pingwiny, które prowadzą podobny tryb życia związany z morzem i wybrzeżami. Jednak w naturalnym środowisku ptaki te się nie spotykają – maskonury żyją na północnej półkuli, pingwiny tylko na południowej.

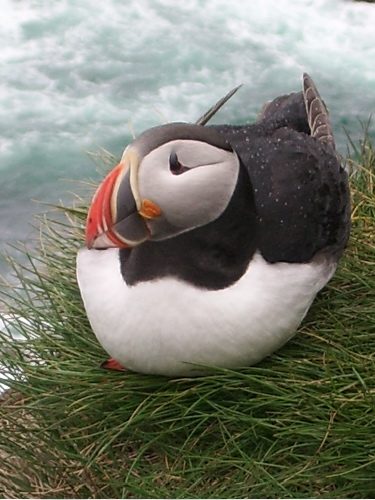
Maskonur

Naukowcy odkryli, że dziób maskonura jest fluorescencyjny. Według hipotez cecha ta może odgrywać rolę w zachowaniach godowych, tudzież pomagać ptakowi w polowaniu (świecący dziób miałby ułatwiać namierzanie ofiar).

### Wymiary średnie
długość ciała ok. 32–35 cm

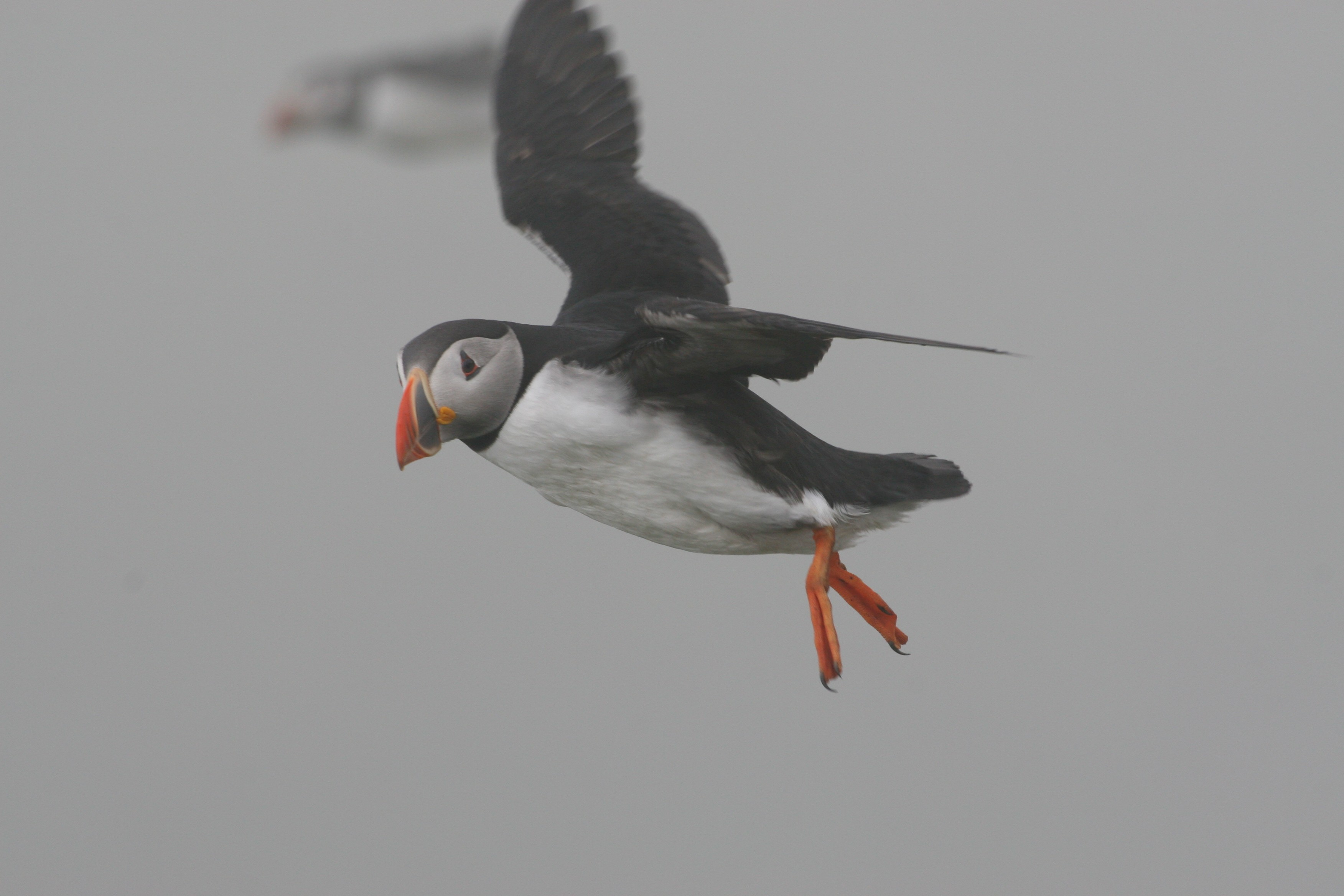
Maskonur w locie

rozpiętość skrzydeł ok. 50 cm
masa ciała ok. 300–650 g

### Głos
Ptak ten odzywa się tylko na lęgowiskach na sposób świergotania „arr” lub „ou”.

## Biotop
Jako ptak morski występuje głównie na pełnym morzu, w okresie lęgowym na płaskich bądź skalistych wybrzeżach. Szczególnie preferuje wyspy z bogatą warstwą torfowej gleby.

## Zachowanie
Maskonury są jednocześnie znakomitymi pływakami, jak również świetnymi lotnikami. W wodzie potrafią nurkować na głębokość 60 m, gdzie przebywać mogą przez 20–30 sekund. Z kolei w trakcie lotu mogą rozwinąć prędkość do 90 km na godzinę, machając skrzydłami nawet 400 razy na minutę. Z tego powodu ma znacznie rozwinięte mięśnie piersiowe, nadające zwierzęciu charakterystyczny kształt.
W trakcie sezonu lęgowego, ptaki gromadzą się w licznych koloniach na północnoatlantyckich wybrzeżach i wyspach. Według szacunków z 2009 roku, na wyspach Vestmannaeyjar, będących częścią archipelagu podległego Islandii, jednocześnie przebywało ok. 4 mln osobników.
Rozzłoszczony ptak rozpościera skrzydła, otwiera dziób i zaczyna tupać, by sprawiać wrażenie groźnego. Jeśli napastnika nie uda się odstraszyć, maskonur atakuje dziobem oraz skrzydłami. Zazwyczaj jednak ptaki te starają się unikać konfrontacji i w tym celu, chcąc zamanifestować swe pokojowe zamiary, opuszczają dziób na pierś, by przechodząc nie prowokować innych osobników. Ptaki te, na co wskazują obserwacje, przykładają ogromną wagę do interakcji społecznych, a ich zachowania potrafią być niezwykle złożone, wręcz ceremonialne. Przykładem może być moment lądowania maskonura, który odpowiednio wysuwa jedną stopę, by pokazać, że nie stanowi dla innych współbratymców zagrożenia.
Zaobserwowano, że ptak używa patyków do drapania się po grzbiecie. Jest to jedyny zaobserwowany przykład używania narzędzi przez ptaki morskie.

## Okres lęgowy

### Gniazdo
Wiosną, w marcu i kwietniu, wyszukuje na gniazdo trawiastych stoków na wyspach i wybrzeżach porośniętych trawą w podłożu żwirowym i kamienistym. Gniazdo prowadzi w głębokiej, wykopanej przez siebie norze. Wygrzebuje ją w ziemi zarówno łapami i dziobem. Ma 2 metry głębokości i kończy się szeroką komorą, wysłana jest trawą i morskimi roślinami. Może też zajmować nory burzyka lub po królikach, jak też szczeliny skalne. Tworzy kolonie dochodzące do kilkudziesięciu tysięcy osobników.

### Jaja i wysiadywanie
Jeden lęg w roku, głównie w maju; samica składa jedno duże jajo barwy białej, z żółtobrązowymi plamkami. Jajo wysiadywane jest przez okres 38 do 49 dni przez obydwoje rodziców, choć częściej przez samicę. Ptak nie siada na jaju, lecz okrywa je skrzydłem.

### Dorastanie

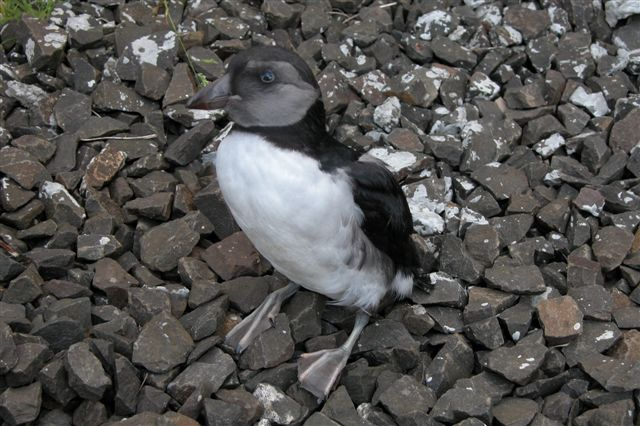
Osobnik młodociany

Pisklęta opuszczają gniazdo po 6 tygodniach. Gdy młode się wylęgną, rodzice karmią je przez ok. 40 dni rybami przynoszonymi w dziobie, trzymając je w poprzek. Mają one zwykle wydłużony kształt np. śledzie, stynki czy dobijaki. Po tym czasie dorosłe ptaki opuszczają potomka, który jeszcze przez parę dni daremnie czeka na pokarm. W końcu jednak decyduje się na skok do wody. Od tego czasu samodzielnie zdobywa pokarm, łowiąc go pod wodą. Po okresie godowym na przełomie sierpnia i września maskonury odrzucają rogową osłonę dzioba, przez co staje się on krótszy.
Maskonury mogą na wolności dożywać wieku 30 lat. Pary, które się łączą, pozostają ze sobą na całe życie.

## Pożywienie

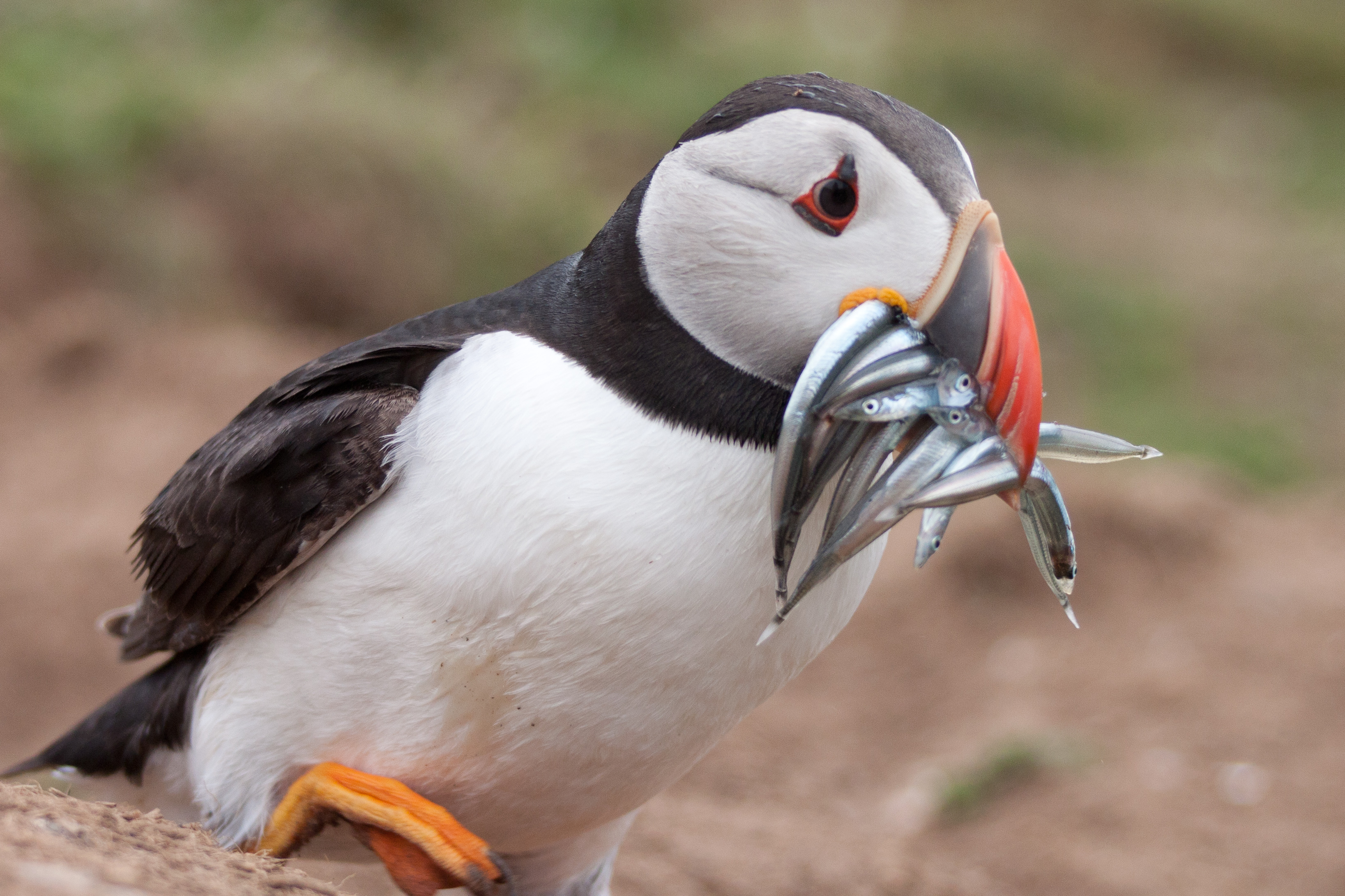
Maskonur z rybami w dziobie

Główny pokarm to drobne ryby pływające ławicami, rzadziej bezkręgowce zdobywane podczas nurkowania do kilkudziesięciu metrów. Żywi się też małymi skorupiakami wyławianymi z morza.
Podczas pływania pod wodą skrzydła służą mu za wiosła. W poszukiwaniu dobrych łowisk przemierza często duże odległości, oddalać może się nawet do paru kilometrów od lądu.

## Podgatunki
Część autorów wyróżnia trzy podgatunki F. arctica:
- F. arctica naumanni Norton, 1901 – północno-wschodnia Kanada oraz północno-zachodnia i wschodnia Grenlandia do Jan Mayen, Spitsbergenu i północnej Nowej Ziemi.
- F. arctica arctica (Linnaeus, 1758) – południowo-wschodnia Ziemia Baffina i Zatoka Hudsona na południe do stanu Maine oraz na wschód przez południowo-zachodnią i południową Grenlandię i Islandię po Wyspę Niedźwiedzią, środkową i północną Norwegię, Półwysep Kolski i południową Nową Ziemię.
- F. arctica grabae (C.L. Brehm, 1831) – Wyspy Owcze, południowa Norwegia i południowo-zachodnia Szwecja na południe przez Wyspy Brytyjskie po Wyspy Normandzkie i północno-zachodnią Francję.

Międzynarodowy Komitet Ornitologiczny (IOC) uznaje różnice między nimi za mające charakter klinalny i klasyfikuje F. arctica jako gatunek monotypowy.

## Status i ochrona
W Czerwonej księdze gatunków zagrożonych Międzynarodowej Unii Ochrony Przyrody maskonur od 2015 roku jest uznawany za gatunek narażony (VU – Vulnerable); wcześniej, od 1988 roku był zaliczany do kategorii najmniejszej troski (LC – Least Concern). Liczebność światowej populacji szacuje się na około 12–14 milionów dorosłych osobników. Trend liczebności populacji uznawany jest za spadkowy.
W Polsce podlega ścisłej ochronie gatunkowej.
Człowiek jest odpowiedzialny za zabieranie pokarmu maskonurom. Z jego strony grożą mu też polowania i zwierzęta, jakie ze sobą przenosi, takie jak szczury, psy, które zagrażają im na lęgowiskach.

## Maskonur w kulturze
Maskonur uważany jest przez ludy północne za pośmiertną postać marynarzy i rybaków, którzy zginęli na morzu.
Rodzina maskonurów jest głównym bohaterem serialu animowanego Wyspa Puffinów.